# Википедија на бретонском језику
Википедија на бретонском језику је верзија Википедије на бретонском језику, слободне енциклопедије, која данас има 88.551 чланака и заузима на листи Википедија 52. место.